# Janusz Gol
Janusz Gol, né le 11 novembre 1985 à Świdnica, est un footballeur international polonais. Il occupe le poste de milieu de terrain au Dinamo Bucarest.

## Biographie

### Des débuts assez tardifs à Bełchatów
Janusz Gol commence le football dans des clubs locaux, avant de rejoindre le GKS Bełchatów le 29 juillet 2008. Le 8 août, il fait ses débuts en première division face au Lech Poznań. Alors que Bełchatów est mené au score et qu'il ne reste plus que quinze minutes à jouer, Gol entre en jeu et participe à la remontée et à la victoire de son équipe trois buts à deux. Mis à disposition de l'équipe réserve pour la fin du mois, il revient chez les professionnels en septembre, et s'impose vite au sein de l'entrejeu de la Brunatna Stolica. Pour sa première saison, il termine à une belle cinquième place pour le jeune club polonais, membre de l'Ekstraklasa depuis seulement trois ans, en ayant disputé la grande majorité des matches (vingt-six sur trente).
La saison suivante, Janusz Gol continue d'étoffer ses statistiques, même s'il connaît une période de doutes en début d'année 2010, juste après avoir été sélectionné par Franciszek Smuda pour la King's Cup, compétition non reconnue par la FIFA. Quelques mois plus tard, il se reprend et aide son équipe à égaler sa performance de la saison précédente. Précieux dans l'entrejeu vert et noir, il est convoité par les meilleurs clubs du pays, et signe en février 2011 un contrat de trois ans avec le Legia Varsovie, qui doit initialement le récupérer en juillet, lorsque son contrat s'achèvera. Quelques jours après cette signature, le 6 février, il dispute son premier match international officiel avec la Pologne, contre la Moldavie (victoire un à zéro).

### Franchit un palier en rejoignant la capitale
Toutefois, le Legia fait le forcing pour le récupérer dès l'hiver, et parvient finalement à le faire venir quelques jours avant la reprise du championnat, le 24 février. Le 1er mars, Gol dispute son premier match avec le Legia, en Coupe de Pologne contre le Ruch Chorzów, et sort à la mi-temps. Après quelques semaines d'adaptation, Gol s'impose au Legia et ne quitte plus le onze de départ de son entraîneur, mis à part lors de la finale de la Coupe de Pologne (remportée par son club).
C'est lors de l'exercice 2011-2012 que Janusz Gol connaît la saison la plus aboutie de sa carrière. En effet, après avoir qualifié son équipe pour la phase de groupes de la Ligue Europa en marquant un but en toute fin de match contre le Spartak Moscou, le Polonais va disputer un total de 45 rencontres toutes compétitions confondues et remporter son premier titre, une Coupe de Pologne (victoire trois à zéro sur le Ruch Chorzów).
L'année suivante, devant l'émergence de jeunes joueurs à son poste (Daniel Łukasik, Dominik Furman), Gol passe la majorité du temps sur le banc de touche. Ne disputant que dix-neuf matches de championnat (dont dix en tant que titulaire), il n'est plus convoqué en sélection et est annoncé sur le départ. Avec l'arrivée à l'été 2013 d'un joueur supplémentaire au poste de milieu défensif (le Portugais Hélio Pinto), son avenir au Legia est très compromis.

### Départ en Russie
En juillet 2013, Janusz Gol s'engage pour deux saisons avec l'Amkar Perm,, onzième du dernier championnat russe.

## Statistiques
| Saison                | Club                  | Championnat           | Championnat | Championnat | Coupe nationale | Coupe nationale | Coupe de la Ligue | Coupe de la Ligue | Supercoupe | Supercoupe | Compétition(s) continentale(s) | Compétition(s) continentale(s) | Compétition(s) continentale(s) | Pologne | Pologne | Total | Total |
| Saison                | Club                  | Division              | M.          | B.          | M.              | B.              | M.                | B.                | M.         | B.         | Comp.                          | M.                             | B.                             | M.      | B.      | M.    | B.    |
| 2008-2009             | GKS Bełchatów         | Ekstraklasa           | 26          | 1           | 0               | 0               | 7                 | 0                 | -          | -          | -                              | -                              | -                              | -       | -       | 33    | 1     |
| 2009-2010             | GKS Bełchatów         | Ekstraklasa           | 26          | 1           | 1               | 0               | -                 | -                 | -          | -          | -                              | -                              | -                              | -       | -       | 27    | 1     |
| 2010-2011             | GKS Bełchatów         | Ekstraklasa           | 14          | 1           | 1               | 0               | -                 | -                 | -          | -          | -                              | -                              | -                              | 2       | 0       | 17    | 1     |
| Sous-total            | Sous-total            | Sous-total            | 66          | 3           | 2               | 0               | 7                 | 0                 | -          | -          | -                              | -                              | -                              | 2       | 0       | 77    | 3     |
| 2010-2011             | Legia Varsovie        | Ekstraklasa           | 9           | 0           | 2               | 0               | -                 | -                 | -          | -          | -                              | -                              | -                              | 0       | 0       | 11    | 0     |
| 2011-2012             | Legia Varsovie        | Ekstraklasa           | 29          | 4           | 5               | 1               | -                 | -                 | -          | -          | C3                             | 11                             | 2                              | 3       | 0       | 48    | 7     |
| 2012-2013             | Legia Varsovie        | Ekstraklasa           | 19          | 0           | 6               | 0               | -                 | -                 | 1          | 0          | C3                             | 5                              | 1                              | 1       | 0       | 32    | 1     |
| Sous-total            | Sous-total            | Sous-total            | 57          | 4           | 13              | 1               | -                 | -                 | 1          | 0          | -                              | 16                             | 3                              | 4       | 0       | 91    | 8     |
| 2013-2014             | Amkar Perm            | Premier-Liga          | 2           | 0           | 0               | 0               | -                 | -                 | -          | -          | -                              | -                              | -                              | 0       | 0       | 2     | 0     |
| Sous-total            | Sous-total            | Sous-total            | 2           | 0           | 0               | 0               | -                 | -                 | -          | -          | -                              | -                              | -                              | 0       | 0       | 2     | 0     |
| Total sur la carrière | Total sur la carrière | Total sur la carrière | 125         | 7           | 15              | 1               | 7                 | 0                 | 1          | 0          | -                              | 16                             | 3                              | 6       | 0       | 170   | 11    |

1. ↑  Jusqu'en février 2011.

## Palmarès
- Vainqueur de la Coupe de Pologne : 2012, 2013
- Champion de Pologne : 2013